# حاس
حاس (به عربی: حاس) یک روستا در سوریه است که در استان ادلب واقع شده‌است. حاس ۹٬۵۹۵ نفر جمعیت دارد و ۶۳۰ متر بالاتر از سطح دریا واقع شده‌است.